# 556e Infanteriedivisie (Duitsland)
De Duitse 556e Infanteriedivisie (Duits: 556. Infanterie-Division) was een Duitse infanteriedivisie tijdens de Tweede Wereldoorlog. De divisie werd opgericht op 11 februari 1940 en deed uitsluitend dienst aan het westfront.
Op 11 februari werd de divisie opgericht uit de Divisionstab z.b.V. 426 als onderdeel van de 9. Welle. De eenheid werd belast met de verdediging van de Westwall aan de Oberrhein.  Na de Slag om Frankrijk, waar het als onderdeel van het 7e Leger aan deelnam, werd de divisie op 13 augustus 1940 ontbonden.

## Commandanten
| Naam          | Rang            | Begin            | Eind             |
| ------------- | --------------- | ---------------- | ---------------- |
| Kurt von Berg | Generalleutnant | 12 februari 1940 | 13 augustus 1940 |

## Samenstelling
- Infanterie-Regiment 628
- Infanterie-Regiment 629
- Infanterie-Regiment 630
- Artillerie-Regiment 556
  - I. Abteilung
  - II. Abteilung
  - III. Abteilung
- Beobachtungs-Abteilung 556
- Nachrichten-Kompanie (later, Abteilung) 556
- Versorgungseinheiten 556